# Фелікс Кляйн
Фелікс Християн Кляйн (нім. Felix Christian Klein; 25 квітня 1849 — 22 червня 1925) — німецький математик, відомий своїми роботами з теорії груп, теорії функцій, неевклідової геометрії, а також про зв'язки між геометрією і теорією груп. Його «Ерлангенська програма» 1872 року, що класифікувала різні геометрії на основі їхніх груп симетрії, справила значний вплив на більшу частину тодішніх математиків.

## Життєпис
Фелікс Кляйн народився в Дюссельдорфі, в родині чиновника. Закінчив гімназію в Дюссельдорфі, потім навчався математики та фізики в Боннському університеті. Спочатку планував стати фізиком. У цей час Юліус Плюккер завідував відділенням математики та експериментальної фізики в Бонні, і Кляйн став його асистентом. Однак головним інтересом Плюккера була геометрія. Під його керівництвом Кляйн став доктором в 1868.
У 1868 Плюккер помер. Кляйн здійснює поїздку по Німеччині, знайомиться з Клебшем та іншими великими математиками. Особливий вплив на нього зробив Софус Лі.
У 1870, в самий невдалий час — назріває франко-прусська війна, разом з Лі приїжджає в Париж, де знайомиться з Дарбу і Жорданом. Після початку війни повертається до Німеччини, де мало не стає жертвою супутника війни — епідемії тифу.
У 1872 Кляйн стає професором Ерлангенского університету, за рекомендацією Клебша. Публікує знамениту «Ерлангенську програму» і відразу здобуває загальноєвропейське визнання.
У 1875 Кляйн — професор Вищої технічної школи в Мюнхені. Одружується на Анні Гегель, онучці знаменитого філософа.
Спільно з Адольфом Маєром стає головним редактором журналу «Mathematische Annalen» (1876).
У 1880 переходить в Лейпцизький університет.
У 1882—1884 Кляйн серйозно хворіє з причини перевтоми. Кляйн переорієнтує свою гігантську енергію на педагогічну та громадську роботу.
У 1888 обіймає посаду професора Геттінгенського університету. Став членом Геттінгенської академії наук. Вів яскраві, глибокі та змістовні факультативні курси з найрізноманітніших предметів, від теорії чисел до технічної механіки. Слухачі курсів його приїжджали з усіх кінців світу.
На початку XX століття Кляйн взяв активну участь в реформі шкільної освіти, автор та ініціатор низки досліджень стану справ з викладанням математики в різних країнах.
Кляйн сприяв створенню при Геттінгенському університеті системи науково-дослідних інститутів для прикладних досліджень в самих різних технічних областях. Брав участь у виданні повного зібрання творів Гауса і першої Математичної енциклопедії. Представляв Геттінгенський університет в парламенті. Треба відзначити, що з початком Першої світової війни Кляйн не брав участі в численних тоді шовіністичних акціях.
У 1924 було широко відзначено 75-річчя Кляйна. У наступному році ті ж газети опублікували його некролог.

## Наукова діяльність

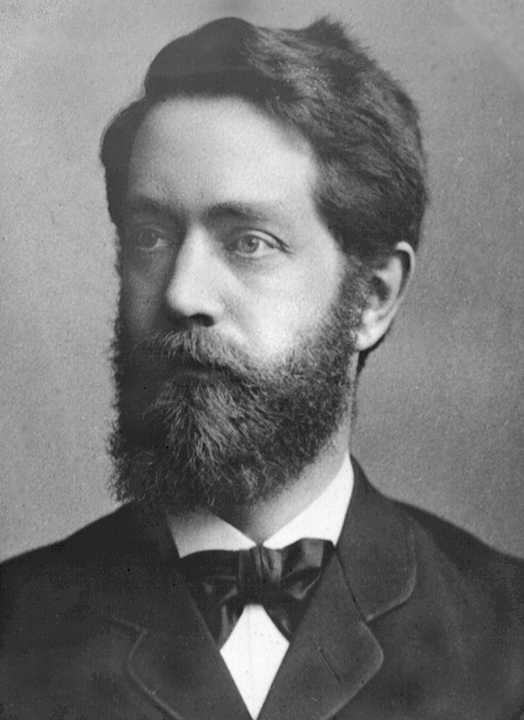
Фелікс Кляйн

До середини XIX століття геометрія розділилася на безліч погано узгоджених розділів: евклідова, сферична, гіперболічна, проективна, афінна, ріманова, багатовимірна, комплексна тощо; на рубежі століть до них додалися ще неевклідова геометрія і топологія.
Кляйну належить ідея алгебраїчної класифікації різних галузей геометрії згідно з тими класами перетворень, які для цієї геометрії дають «рівні» фігури. Точніше кажучи, один розділ геометрії відрізняється від іншого тим, що їм відповідають різні групи перетворень простору, а об'єктами вивчення виступають інваріанти таких перетворень.
Наприклад, класична евклідового геометрія вивчає властивості фігур і тіл, що зберігаються при рухах без деформації; їй відповідає група, що містить обертання, перенесення і їхні поєднання. Проективна геометрія може вивчати конічні перетини, але не має справи з колами або кутами, тому що кола і кути не зберігаються за проективних перетвореннь. Топологія досліджує інваріанти довільних неперервних перетворень (до речі, Кляйн відзначив це ще до того, як народилася топологія). Вивчаючи алгебраїчні властивості груп перетворень, ми можемо відкрити нові глибокі властивості відповідної геометрії, а також простіше довести старі. Приклад: медіана є афінний інваріант; якщо в рівносторонньому трикутнику медіани перетинаються в одній точці, то і в будь-якому іншому це буде вірно, тому що будь-який трикутник можна афінним перетворенням перевести в рівносторонній і назад.
Кляйн висловив всі ці ідеї у виступі 1872 «Vergleichende Betrachtungen tiber neuere geometrische Forschungen» («Порівняльний розгляд нових геометричних досліджень»), що отримав назву «Ерлангенської програми». Вона привернула увагу математиків всієї Європи тим, що не тільки давала нове подання і предмет геометрії, але і окреслила ясну перспективу подальших досліджень. На новому рівні повторилося відкриття Декарта: алгебризація геометрії дозволила отримати результати, для старих інструментів вкрай важкі або зовсім недосяжні. Вплив «Ерлангенської програми» на подальший розвиток геометрії був надзвичайно великий.

Пляшка Кляйна

У наступні 3 роки Кляйн опублікував понад 20 робіт з неевклідової геометрії, теорії груп Лі, теорії багатогранників і еліптичних функцій. Одним з найважливіших його досягнень стало перше доведення несуперечності гіперболічної геометрії; для цього він збудував її інтерпретацію в евклідовому просторі (дивись модель Кляйна). Він побудував приклад односторонньої поверхні — «пляшку Кляйна».

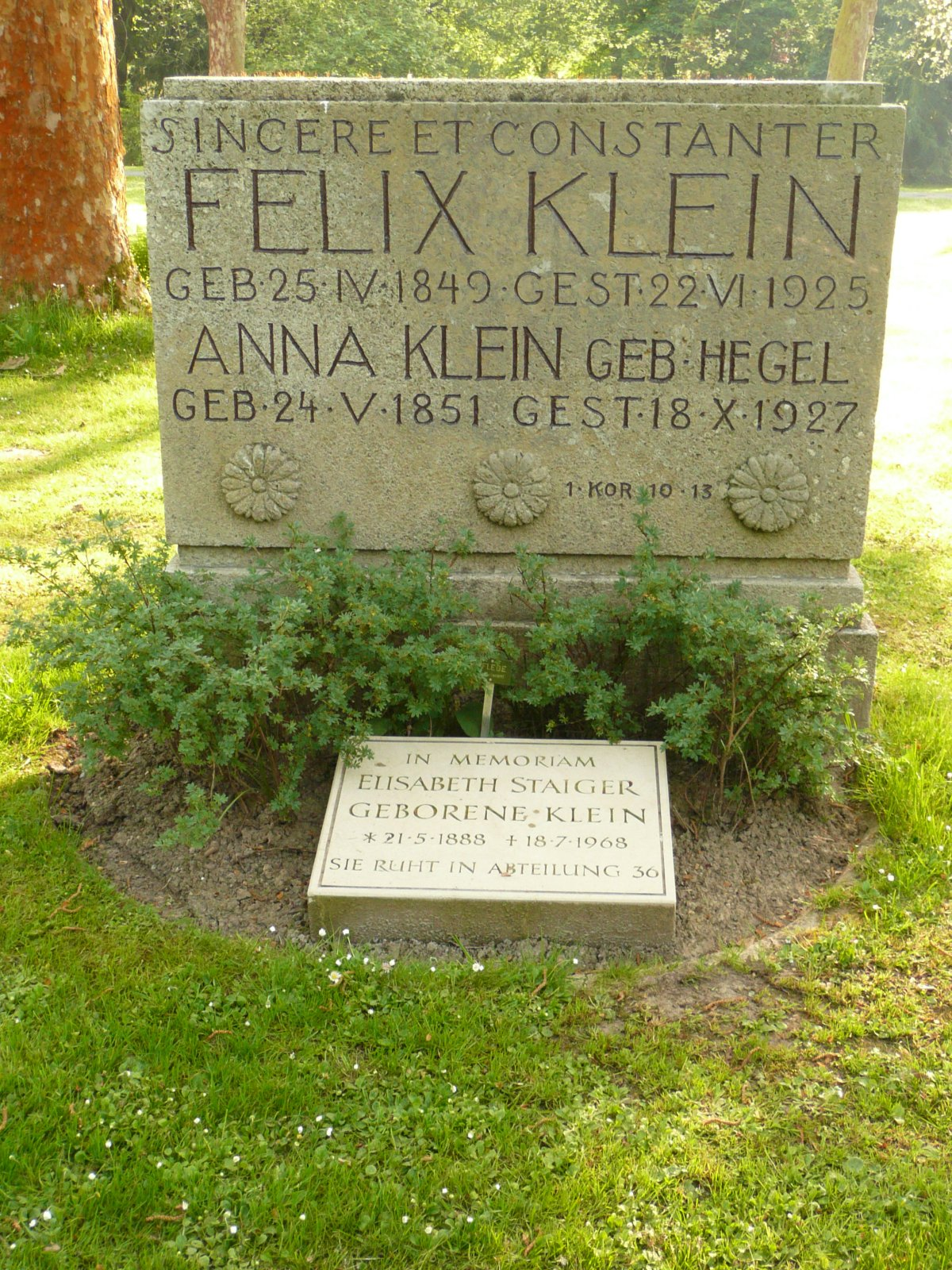
Могила Кляйна та його дружини Ганни, Геттінген.

Кляйн надрукував низку робіт про рішення рівнянь 5-го, 6-го і 7-го ступенів, про інтегрування диференціальних рівнянь, про абелеві функції, про неевклідові геометрії. Його праці друкувалися головним чином у «Mathematische Annalen», редактором яких він з 1875 був разом з Адольфом Маєром. Пізніше він досліджував автоморфні функції, теорію дзиґи.
Лекції Кляйна користувалися великою популярністю, багато з них були неодноразово перевидані і перекладені багатьма мовами. Він також опублікував кілька монографій з аналізу, які зводять воєдино досягнуті на той момент результати.
Ще за життя Кляйна вийшов тритомник його Зібрання творів.

## Роботи

### Статті
- Felix Klein, Gesammelte mathematische Abhandlungen[недоступне посилання з травня 2019], 3 Bde.
- Felix Klein, Vergleichende Betrachtungen über geometrische Forschungen, Erlanger Programm 1872[недоступне посилання з травня 2019]

### Лекції з загальних питань
- Ф. Кляйн. Лекції про розвиток математики в XIX сторіччі. (Нім.: Vorlesungen über die Entwicklung der Mathematik im 19. Jahrhundert[недоступне посилання з травня 2019])

- Том первый. М.-Л., ГОНТИ, 1937, 432 с.
- Том второй. М.-Ижевск, 2003, 239 с.

- Ф. Кляйн., Елементарна математика з точки зору вищої. (Нім.: Elementarmathematik vom höheren Standpunkt, 3 Bde.[недоступне посилання з травня 2019])

- Том первый. Арифметика. Алгебра. Анализ. М., Наука, 1987, 432 с.
- Том второй. Геометрия., М., Наука, 1987, 416 с.
- Том третий. Графики функций. Плоские кривые. (Не переведен?)

### Лекції з геометрії
- Ф. Кляйн. Высшая геометрия. М.-Л., ГОНТИ, 1939, 400 с (нем.: Vorlesungen über höhere Geometrie[недоступне посилання з травня 2019], mit Wolfgang Blaschke)
- Ф. Кляйн. Неевклидова геометрия [Архівовано 4 березня 2016 у Wayback Machine.]. М.-Л., ОНТИ, 1936, 356 с (нем.: Vorlesungen über Nichteuklidische Geometrie[недоступне посилання з травня 2019], mit Walther Rosemann)
- Felix Klein, Anwendung der Differential- und Integralrechnung auf Geometrie: eine Revision der Principien. Vorlesung, gehalten waehrend des Sommersemesters 1901

### Лекції з алгебри і теорії чисел
- Ф. Кляйн. Лекции об икосаэдре и решении уравнений пятой степени. М., 1989, 336 с (Нім.: Vorlesungen über das Ikosaeder)
- Felix Klein, Ausgewaehlte Kapitel der Zahlentheorie

### Лекції з теорії функцій
- Felix Klein, Лекції з геометричної теорії функцій. Геттинген, зимовий семестр 1880/81

- Конспект: Einleitung in die geometrische Funktionentheorie.
- Видання: Felix Klein, Funktionentheorie in geometrischer Behandlungsweise. Leipzig: Teubner, 1987

- Felix Klein, Über Riemanns Theorie der algebraischen Funktionen
- Felix Klein, Theorie der elliptischen Modulfunktionen, mit Robert Fricke.
- Felix Klein, Ausgewaehlte Kapitel aus der Theorie der linearen Differentialgleichungen zweiter Ordnung. Bd. 1, Bd. 2
- Felix Klein, Ueber lineare differentialgleichungen der zweiten ordnung.
- Felix Klein Vorlesungen über die hypergeometrische Funktion[недоступне посилання з травня 2019]

### Лекції з механіки
- Ф. Кляйн. Математическая теория волчка. М.-Ижевск, 2003, 69 с.
- Felix Klein, Arnold Sommerfeld. Ueber die Theorie des Kreisels. 1897—1910. Heft 1-2, Heft 3-4.

## Названі на честь Кляйна
- Пляшка Кляйна
- 4-група Кляйна
- Проєктивна модель
- Ресторація у Львові (Проспект Свободи, 25) «Фляшка Кляйна»